# Wałków
Wałków [pronunciación en polaco: /ˈvau̯kuf/] es un pueblo ubicado en el distrito administrativo de Gmina Koźmin Wielkopolski, dentro del Distrito de Krotoszyn, Voivodato de Gran Polonia, en el oeste de Polonia central. Se encuentra aproximadamente a 7 kilómetros al norte de Koźmin Wielkopolski, a 23 kilómetros al norte de Krotoszyn, y a 70 kilómetros al sureste de la capital regional Poznań.